# Без резки движения
„Без резки движения“ (на английски: No Sudden Move) е американски исторически криминален трилър от 2021 г., режисиран, сниман и монтиран от Стивън Содърбърг, продуциран от Кейси Силвър и по сценарий на Ед Соломон. Във филма участват Дон Чийдъл, Бенисио дел Торо, Дейвид Харбър, Джон Хам, Ейми Сеймец, Брендън Фрейзър, Кийран Кълкин, Ноа Джуп, Крейг Грант (в неговото последно изпълнение), Джулия Фокс, Франки Шоу, Рей Лиота и Бил Дюк.
Световната премиера на филма е във филмовия фестивал във Трайбека на 18 юни 2021 г. и е пуснат в Съединените щати от стрийминг услугата HBO Max. Филмът получава смесени отзиви от критиците с похвала за режисурата на Содърбърг и изпълненията на актьорския състав.